# He Xiangu

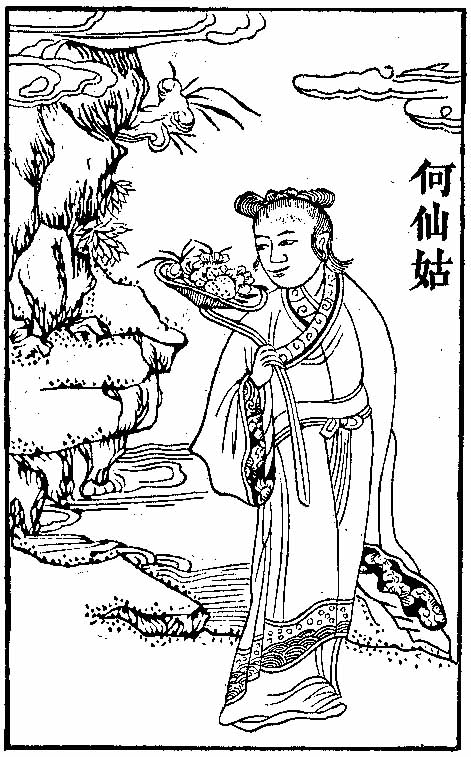
He Xiangu

He Xiangu (chinesisch 何仙姑, Pinyin Hé Xiāngū, W.-G. Ho Hsien Ku, auch He Xian Gu) ist eine berühmte daoistische Unsterbliche der chinesischen Mythologie. Sie gehört zur Gruppe der Acht Unsterblichen (Ba xian).
He Xiangu war die einzige Frau unter den Ba xian. Sie wurde unsterblich aufgrund ihrer Freigiebigkeit und ihrer strengen Askese.
Sie wird als eine Frau mit Lotusblüte oder Blumenkorb und einem Pfirsich, dem Symbol für Unsterblichkeit und Langlebigkeit, sowie einer Sheng-Mundorgel dargestellt.